# کانولا (فیلم)
کانولا (انگلیسی: Canola; کره‌ای: 계춘할망) یک فیلم کره جنوبی سال ۲۰۱۶ با بازی یون یو-جونگ و کیم گو-اون است.

## بازیگران

### بازیگران اصلی
- یون یو-جونگ در نقش گه چون
- کیم گو-اون در نقش هه جی
  - لی سول بی در نقش جوانی هه جی